# تام و جری و همچنین تکس اوری!
تام و جری و همچنین تکس اوری! بخش ۱:دهه ۱۹۵۰ آلبومی از هنرمند اهل ایالات متحده آمریکا اسکات بردلی است. این آلبوم که در سال ۲۰۰۶ منتشر شد، در واقع موسیقی و ترانه‌های استفاده شده در سری کارتون‌های تام و جری است.